# Euscelidia oldroydi
Euscelidia oldroydi är en tvåvingeart som beskrevs av Lindner 1955. Euscelidia oldroydi ingår i släktet Euscelidia och familjen rovflugor.
Artens utbredningsområde är Tanzania. Inga underarter finns listade i Catalogue of Life.